# Alta crítica
Alta crítica és l'estudi del text de la Bíblia amb el mètode historiogràfic de la crítica històrica i el mètode filològic de la crítica textual.
Al context de l'estudi científic de la bíblia, el concepte alemany höhere Kritik, literalment «crítica superior» va ser utilitzat per primera vegada pel historiador i orientalista alemany Johann Gottfried Eichhorn (1752-1827) al seu llibre Einleitung ins Alte Testament (Introducció a l'Antic Testament). A les antecedents es compta amb l'humanista Erasme de Rotterdam (1466? - 1536) que se sol acreditar com el primer intel·lectual a estudiar la Bíblia des d'un punt de vista crític, o sota qualsevol criteri que no fos la de considerar-la un text literalment revelat. Al segle xv, l'humanista Lorenzo Valla havia demostrat amb procediments filològics la falsedat de la donació de Constantí, malgrat aquest era un text papal i no bíblic. Baruch Spinoza (1632–1677) va continuar en aquest itinerari, amb una concepció racionalista, en considerar la bíblia com a qualsevol altre llibre.
L'alta crítica utilitza els mateixos mètodes científics que s'utilitzen per estudiar l'origen dels texts literaris antics. No es limita, per tant necessàriament a l'escripturística, sinó que s'empre sobre qualsevol manuscrit antic, medieval o fins i tot modern, i també sobre els textos impresos, especialment els incunables, i de fet, en teoria, sobre qualsevol tipus de suport d'un document. En general, s'aplica especialment a tots aquells la versió original dels quals difereix de les posteriors o, com sol passar en la major part de les fonts primàries de l'antiguitat, quan s'ha perdut i es pretén reconstruir mitjançant diferents procediments d'anàlisis de les diferències i la seva explicació genealògica.
Als estudis clàssics, la «nova alta crítica» del segle xix abandonà «els esforços per dotar a l'antiga religió de sentit literal i pertinència i en el seu lloc es dedicà a la recol·lecció crítica i a l'ordenació de les fonts materials.» Les metodologies (tant de l'alta com de la baixa crítica: crítica textual, ecdòtica, crítica de les fonts) s'apliquen també a altres àmbits d'estudi de fonts documentals. En principi es pot aplicar el mètode a altres texts fundacionals de religions o concepcions filosfòfiques.